# Quateiella miniscula
Quateiella miniscula är en tvåvingeart som först beskrevs av Cook 1956.  Quateiella miniscula ingår i släktet Quateiella och familjen dyngmyggor. Inga underarter finns listade i Catalogue of Life.